# 가미야마정 (에히메현)
가미야마정(神山町)은 에히메현 니시우와군에 설치되었던 정이다. 현재의 야와타하마시에 해당한다.